# Héctor Núñez
Héctor Núñez Bello (Montevideo, Uruguay, 8 de mayo de 1936 - Madrid, España, 19 de diciembre de 2011) fue un futbolista y entrenador de fútbol uruguayo. Tenía como apodo El Pichón/El Palomo.

## Trayectoria

### Futbolista
A los diecinueve años, Héctor Núñez debutó en la Primera División de Uruguay con Nacional. Tras conseguir dos títulos de Liga, pasó a jugar en España, incorporándose a las filas del Valencia. En el conjunto valenciano jugó siete temporadas, en las que su club logró ganar en dos ocasiones la Copa de Ferias.
Fichó más tarde por el RCD Mallorca, donde jugó una temporada antes de disputar sus dos últimas campañas como futbolista en las filas del Levante UD, donde colgó definitivamente las botas en el año 1968.

### Entrenador
Retirado como jugador, Héctor Núñez comienza su carrera en los banquillos en España. Así, dirige sucesivamente a Calvo Sotelo de Puertollano (fichó en octubre de 1970 y lo dirigió 31 partidos en Segunda División de España y 4 en Copa), Levante UD, Real Valladolid, Granada CF, Rayo Vallecano y Atlético de Madrid.
Retorna a continuación al Rayo Vallecano, antes de dirigir durante dos temporadas al Tecos mexicano, de 1981 a 1983, en donde vio jugar a Hugo Sánchez con los Pumas de la UNAM y lo recomendó al Sr Gil, dueño del Atlético de Madrid, su contratación. Así fue como llegó Hugo Sánchez a España.
Héctor Nuñez (secretario técnico del Atlético de Madrid), viajó a México en compañía del Dr. Alfonso Cabeza (presidente del Atlético de Madrid) y del agente Jorge Berlanga, el 23 de febrero de 1981. En ese viaje se concretó la compra de Hugo Sánchez a los Pumas de la UNAM, el Sr. Gil no llegó al Atlético de Madrid hasta 1987. Héctor Nuñez, posteriormente y también manejado por Jorge Berlanga, llegó ese 1981 a los Tecos de la Universidad de Guadalajara.
De vuelta a España se sitúa al frente de la UD Las Palmas y, por tercera vez, del Rayo Vallecano.
En 1989 entrena por vez primera en su Uruguay natal, y lo hace en el mismo club en el que años atrás había debutado como entrenador, el Nacional de Montevideo.
En 1992 dirige a la Selección Nacional de Costa Rica y, tras una temporada de nuevo en España como entrenador del Valencia CF, retorna a Uruguay como Seleccionador Nacional. Al frente de la Selección uruguaya conquistó la Copa América de 1995 en Montevideo.
Sus últimos desempeños como técnico tuvieron lugar en Arabia Saudita, al frente del Al-Nassr y del conjunto uruguayo del Tacuarembó FC, donde puso punto final a su carrera en 2007.
Núñez fue también profesor de la Escuela Nacional de Entrenadores de España y secretario técnico en el Atlético de Madrid.

## Clubes

### Como jugador
| Club                   | País    | Años      |
| ---------------------- | ------- | --------- |
| Nacional de Montevideo | Uruguay | 1956-1958 |
| Valencia CF            | España  | 1958-1965 |
| RCD Mallorca           | España  | 1965-1966 |
| Levante UD             | España  | 1966-1968 |

### Como entrenador
| Club                             | País                             | Años      |
| -------------------------------- | -------------------------------- | --------- |
| Calvo Sotelo de Puertollano      | España                           | 1970-1971 |
| Club Deportivo Tenerife          | España                           | 1971-1973 |
| Levante UD                       | España                           | 1973-1974 |
| Real Valladolid                  | España                           | 1975-1976 |
| Granada CF                       | España                           | 1976-1977 |
| Rayo Vallecano                   | España                           | 1977-1978 |
| Atlético de Madrid               | España                           | 1978-1979 |
| Rayo Vallecano                   | España                           | 1979-1980 |
| Tecos                            | México                           | 1981-1983 |
| UD Las Palmas                    | España                           | 1983-1984 |
| Rayo Vallecano                   | España                           | 1985-1987 |
| Nacional                         | Uruguay                          | 1989      |
| Selección Nacional de Costa Rica | Selección Nacional de Costa Rica | 1992      |
| Valencia CF                      | España                           | 1993-1994 |
| Selección Nacional de Uruguay    | Selección Nacional de Uruguay    | 1994-1995 |
| Al-Nassr                         | Arabia Saudita                   | 2001      |
| Tacuarembó FC                    | Uruguay                          | 2007      |

## Palmarés

### Como futbolista

#### Torneos nacionales
| Título                      | Club     | País    | Año  |
| --------------------------- | -------- | ------- | ---- |
| Primera División de Uruguay | Nacional | Uruguay | 1956 |
| Primera División de Uruguay | Nacional | Uruguay | 1957 |

#### Torneos internacionales
| Título         | Club                    | Sede      | Año     |
| -------------- | ----------------------- | --------- | ------- |
| Copa de Ferias | Valencia Club de Fútbol | Barcelona | 1961/62 |
| Copa de Ferias | Valencia Club de Fútbol | Valencia  | 1962/63 |

### Como entrenador

#### Torneos internacionales
| Título              | Club               | Sede         | Año  |
| ------------------- | ------------------ | ------------ | ---- |
| Recopa Sudamericana | Nacional           | Buenos Aires | 1989 |
| Copa Interamericana | Nacional           | Montevideo   | 1989 |
| Copa América        | Selección uruguaya | Montevideo   | 1995 |

### Distinciones individuales
- Entrenador del año en Sudamérica: 1995 (Selección uruguaya)